# Jarek Habekov
Jarek Habekov is een plaats in de gemeente Hrašćina in de Kroatische provincie Krapina-Zagorje. De plaats telt 183 inwoners (2001).